# Liste der Sitze von UN-Institutionen
Neben dem Hauptsitz in New York (siehe UN-Hauptquartier) und den weiteren offiziellen Amtssitzen in Genf (siehe UNOG), Nairobi (siehe UNON) und Wien (siehe UNOV) beherbergen folgende Städte UN-Organisationen:
| Ort               | Staat              | Institution |
| ----------------- | ------------------ | --- |
| Addis Abeba       | Äthiopien          | Wirtschaftskommission für Afrika (UN-ECA) |
| Bangkok           | Thailand           | Wirtschafts- und Sozialkommission für Asien und den Pazifik (UN-ESCAP)                                                                                                 |
| Beirut            | Libanon            | Wirtschafts- und Sozialkommission für Westasien (UN-ESCWA) |
| Bern              | Schweiz            | Weltpostverein (UPU) |
| Bonn              | Deutschland        | siehe: UN-Einrichtungen in Bonn |
| Den Haag          | Niederlande        | Internationaler Strafgerichtshof (ICC) Internationaler Gerichtshof (ICJ) Organisation für das Verbot chemischer Waffen (OPCW)                                          |
| Hamburg           | Deutschland        | Internationaler Seegerichtshof (ITLOS) |
| Kingston          | Jamaika            | Internationale Meeresbodenbehörde (ISA) |
| Madrid            | Spanien            | Weltorganisation für Tourismus (WTO) |
| Montréal          | Kanada             | Internationale Zivilluftfahrt-Organisation (ICAO) |
| Paris             | Frankreich         | Organisation der Vereinten Nationen für Erziehung, Wissenschaft und Kultur (UNESCO)                                                                                    |
| Rom               | Italien            | Ernährungs- und Landwirtschaftsorganisation (FAO) Internationaler Fonds für landwirtschaftliche Entwicklung (IFAD) Welternährungsprogramm der Vereinten Nationen (WFP) |
| Santiago de Chile | Chile              | Wirtschaftskommission für Lateinamerika und die Karibik (UN-ECLAC) |
| Tokio             | Japan              | Universität der Vereinten Nationen (UNU) |
| Washington, D.C.  | Vereinigte Staaten | Internationaler Währungsfonds (IWF) Weltbank |